# Grande Vedette
Pour plus de détails, voir Fiche technique et Distribution.
Grande Vedette (Mother Knows Best) est un film sonore américain réalisé par John G. Blystone, sorti en 1928.
Il s'agit du premier film parlant de la 20th Century Fox. Les publicités de l'époque insistaient sur le fait que les spectateurs pourraient voir et entendre les acteurs, mais en fait le film n'est que partiellement parlant.

## Synopsis
Une mère ambitieuse conduit sa fille dans une carrière dans le show-business et ruine presque sa vie.

## Fiche technique
- Titre : Grande Vedette
- Titre original : Mother Knows Best
- Réalisation : John G. Blystone
- Scénario : Marion Orth d'après un roman d'Edna Ferber
- Dialogues : Eugene Walter
- Production : Fox Film
- Image : Gilbert Warrenton
- Son : Joseph E. Aiken
- Bande son : Western Electric Sound System
- Montage : Margaret Clancey
- Format : noir et blanc - 1.33:1 - son : Mono (Western Electric Sound System)
- Genre : drame musical
- Durée : 90 minutes (9 bobines)
- Dates de sortie :
  - États-Unis : 16 septembre 1928 (New York)
  - France : 21 mars 1930

## Distribution
- Madge Bellamy : Sally Quail
- Louise Dresser : Ma Quail
- Barry Norton
- Albert Gran : Sam Kingston
- Alyce McCormick : Bessie
- Annette De Kirby : Bessie enfant
- Stuart Erwin : Ben
- Ivor De Kirby : Ben enfant
- Lucien Littlefield : Pa Quail
- Anne Shirley : Sally enfant
- Billy Schuler